# Greatest Hits 87–97
Greatest Hits 87–97 (auch bekannt als Greatest Hits 1987–1997) ist eine Kompilation der australischen Sängerin Kylie Minogue und wurde im November 2003 veröffentlicht. Es enthält Lieder der Alben Kylie (1988), Enjoy Yourself (1989), Rhythm of Love (1990), Let’s Get to It (1991), Greatest Hits (1992), Kylie Minogue (1994) und Impossible Princess (1997).
Dieses Album ist eine erweiterte Version des 2002 veröffentlichten Albums Greatest Hits 87–92.

## Rezeption
Das Album konnte sich lediglich in den japanischen Oricon-Charts platzieren. Dort erreichte es Platz 56.
Kritiker hatten unterschiedliche Meinungen zum Album. Daniel Straub von laut.de gab mit zwei von fünf Sternen eine eher schlechte Bewertung ab, das Album „spanne den Bogen vom Teeniestar Kylie Minogue hin zur erotischen Traumfrau“. Zum Inhalt der DVD abseits der Lieder meinte er, „die lustlose Slide-Show am Ende und die kurzen Interviewschnippsel“ würden „nur Die-Hard-Fanherzen höher schlagen lassen“. Chris True von Allmusic hingegen hielt Greatest Hits 87–97 für eine „gut präsentierte und valide Kompilation“ und vergab mit 4,5 von fünf Sternen eine deutlich bessere Bewertung.

## Titelliste
CD 1
1. „I Should Be So Lucky“
2. „The Loco-Motion“ (7″ Mix)
3. „Hand on Your Heart“
4. „Got to Be Certain“
5. „Better the Devil You Know“
6. „Wouldn’t Change a Thing“
7. „Celebration“
8. „Never Too Late“
9. „What Do I Have to Do“ (7″ Remix)
10. „Je Ne Sais Pas Pourquoi“
11. „Where in The World?“
12. „Step Back in Time“
13. „Especially for You“ (feat. Jason Donovan)
14. „Say The Word - I’ll Be There“
15. „Shocked“ (DNA Mix)
16. „Word Is Out“
17. „Made in Heaven“
18. „What Kind of Fool (Heard All That Before)“
19. „Give Me Just a Little More Time“
20. „Finer Feelings“
21. „If You Were with Me Now“ (feat. Keith Washington)
22. „Tears on My Pillow“

CD 2
1. „Confide in Me“
2. „Put Yourself in My Place“
3. „Did It Again“
4. „Breathe“
5. „Hand on Your Heart“ (W.I.P. 2002 Mix)
6. „I Should Be So Lucky“ (Extended Mix)
7. „The Loco-Motion“ (OZ Tour Mix)
8. „Wouldn’t Change a Thing“ (The Espagna Mix)
9. „Step Back in Time“ (Harding/Curnow Remix)
10. „Shocked“ (Harding/Curnow Mix)
11. „Better the Devil You Know“ (Movers & Shakers Alternative 12″ Mix)
12. „What Do I Have to Do?“ (Movers & Shakers 12″ Mix)